# Antje Bultmann Lemke
Antje Bultmann Lemke (* 27. Juli 1918 in Breslau; † 15. Mai 2017 in Syracuse) war eine deutsch-US-amerikanische Bibliothekarin.

## Leben
Antje Bultmann war die älteste von drei Töchtern des evangelischen Theologen Rudolf Bultmann. In Marburg besuchte sie ab 1928 die Elisabethschule, legte dort 1937 das Abitur ab und begann eine Ausbildung in pflegerischer Gymnastik in der Schule Schwarzerden in der Rhön. Im August 1939 heiratete sie in Marburg den Psychiater Rudolf Lemke, musste nach den Statuten dieser Schule ihre Ausbildung aufgeben und zog mit diesem nach Jena. Dort lernte sie die Schriftstellerin Ricarda Huch kennen. Am 26. Februar 1942 wurde die Ehe geschieden.
Antje Bultmann hatte zum 1. Oktober 1941 eine Ausbildung im gehobenen Dienst an Wissenschaftlichen Bibliotheken in der Universitätsbibliothek Leipzig begonnen. Nach ihrem Abschluss als Diplom-Bibliothekarin erhielt sie zum 1. November 1944 eine Anstellung an der Thüringischen Landesstelle für Büchereiwesen in Jena, zum 1. August 1945 wurde sie Leiterin der Dienstbibliothek der Thüringischen Landesstelle für Buch- und Bibliothekswesen. Zum 31. Oktober 1946 beendete sie diese Tätigkeit und wurde Privatsekretärin von Ricarda Huch. Mit dieser verließ sie im Oktober 1947 die sowjetische Besatzungszone, ging mit ihr über Berlin nach Frankfurt am Main und stand ihr bis zu deren Tod am 17. November 1947 bei.
1949 ging sie in die USA. 1952 wurde sie als Bibliothekarin an der Syracuse University in Syracuse im Bundesstaat New York als Art and Musician Librarian angestellt. Dort erwarb sie 1956 einen Master in Library Science an der School of Library Science und lehrte dort neben ihrer Tätigkeit als Bibliothekarin als Professorin. 1986 trat sie in den Ruhestand. Sie war Übersetzerin von Albert-Schweitzer-Werken ins Englische.

## Schriften (Auswahl)
- Übers., als Antje Lemke: Aldus Manutius and his Thesaurus cornucopiae of 1496. Containing the first appearance in English of the prologue in which Aldus announces his plans to publish the first printed editions of Aristotle's works and describes his Thesaurus as containing practically everything that anyone could desire. Syracuse University Press, Syracuse 1958, OCLC 1103630862.
- Hrsg.: Librarianship and adult education. A symposium. Syracuse 1963, OCLC 773224100.
- mit Ruth Fleiss: Museum Companion. A dictionary of art terms and subjects. New York 1974, ISBN 0-88254-043-2.
- mit Barbara C. Polowy: Bibliographic guide to art and museum librarianship. Revised edition, School of Information Science, Syracuse 1979, OCLC 7344463.
- Kultur und Bibliothekspolitik der Besatzungsmächte: USA. In: Peter Vodosek/Joachim-Felix Leonhard (Hrsg.): Die Entwicklung des Bibliothekswesens in Deutschland 1945-1965 (= Wolfenbütteler Schriften zur Geschichte des Buchwesens, Bd. 19). Harrassowitz, Wiesbaden 1993, ISBN 3-447-03427-0, S. 327–337.
- Der unveröffentlichte Nachlaß von Rudolf Bultmann. In: Harry Waßmann/Jakob Matthias Osthof/Anna-Elisabeth Bruckhaus (Bearb.): Rudolf Bultmann (1884-1976). Nachlaßverzeichnis (= Nachlaßverzeichnisse der Universitätsbibliothek Tübingen, Bd. 2). Harrassowitz, Wiesbaden 2001, ISBN 3-447-04414-4, S. 11–25.